# Municipio de Buffalo (condado de Newton)
El municipio de Buffalo (en inglés: Buffalo Township) es un municipio ubicado en el condado de Newton en el estado estadounidense de Misuri. En el año 2010 tenía una población de 2149 habitantes y una densidad poblacional de 17,11 personas por km².

## Geografía
El municipio de Buffalo se encuentra ubicado en las coordenadas 36°48′5″N 94°30′36″O / 36.80139, -94.51000. Según la Oficina del Censo de los Estados Unidos, el municipio tiene una superficie total de 125.58 km², de la cual 125.58 km² corresponden a tierra firme y (0%) 0 km² es agua.

## Demografía
Según el censo de 2010, había 2149 personas residiendo en el municipio de Buffalo. La densidad de población era de 17,11 hab./km². De los 2149 habitantes, el municipio de Buffalo estaba compuesto por el 87.02% blancos, el 0.23% eran afroamericanos, el 3.91% eran amerindios, el 0.51% eran asiáticos, el 0.28% eran isleños del Pacífico, el 2.05% eran de otras razas y el 6% pertenecían a dos o más razas. Del total de la población el 4.09% eran hispanos o latinos de cualquier raza.